# Palmyra (New York)
Palmyra è un villaggio degli Stati Uniti d'America, situato nello stato di New York, nella contea di Wayne.